# 李應紫
李應紫（？—1889年），字秀峰，甘肅省秦州直隸州禮縣城关镇大西街人。清朝政治人物、进士出身。
同治十二年（1873年），乡试中举。光绪二年（1876年），登二甲第122名进士，任秦州天水书院主讲，有弟子张世英等。光绪八年，担任铁岭县知县，后补用知州，不久再任铁岭知县，光绪十五年正月，病逝于任所。